# Thoristella rex
Thoristella rex är en snäckart som beskrevs av B.A. Marshall 1998. Thoristella rex ingår i släktet Thoristella och familjen pärlemorsnäckor. Inga underarter finns listade i Catalogue of Life.